# Poberejne, Vinnîțea
Poberejne (în ucraineană Побережне) este localitatea de reședință a comunei Poberejne din raionul Vinnîțea, regiunea Vinnița, Ucraina.

## Demografie
Componența lingvistică a localității Poberejne
     Ucraineană (99,3%)
     Alte limbi (0,7%)
Conform recensământului din 2001, majoritatea populației localității Poberejne era vorbitoare de ucraineană (99,3%), existând în minoritate și vorbitori de alte limbi.